# Jeff Nuttall
Jeff Nuttall (Clitheroe, 8 de julho de 1933 — 4 de janeiro de 2004), poeta, ator, pintor, escultor, trompetista de jazz, simpatizante do anarquismo, desempenhou importante função nos movimentos de contracultura de 1960 na Inglaterra.

## Biografia
Nascido em Clitheroe, Lancashire, crescido em Herefordshire, Nuttall estudou pinturas nos anos após a Segunda Guerra Mundial e começou a publicar poesias no início dos anos 60. Junto a Bob Cobbing fundou o Writers Forum Press. Nuttall também manteve contato com escritores da geração beat, especialmente com William Burroughs.
Em 1966, seu livro Bomb Culture foi um dos elementos chave para a revolução contracultural de seu tempo no qual expôs conexões entre a emergência de alternativas para as normas societais estabelecidas e as ameaças de um cataclismo nuclear potencial.